# 莉娜·拉德克
莉娜·拉德克（德語：Lina Radke，1903年10月18日—1983年2月14日），德国女子田径运动员。她曾代表德国参加1928年夏季奥林匹克运动会田径比赛，获得女子800米金牌，成为该小项的首个奥运冠军。